# Falémé
Falémé är en flod i Västafrika som är omkring 400 km lång. Falémé har sin källa i Fouta Djallon-massivet i Guinea och är gränsflod mellan Senegal och Mali innan den flyter samman med floden Senegal. Medelvattenföringen är där 200 m³/s. Längst Falémé finns det forsar, men den är ändå delvis seglingsbar mellan juli och september. Santadougou i Mali och Kidira i Senegal ligger längst flodens lopp.